# No Angels (singolo)
No Angels è un singolo di Justin Timberlake, pubblicato il 15 marzo 2024 come secondo estratto dall'album in studio Everything I Thought It Was.

## Video musicale
Il video musicale del brano, diretto da Ti West è stato pubblicato il 18 marzo 2024.

## Tracce
1. No Angels – 3:28